# Haahrs Skole
Haahrs Skole er en privatskole i Svendborg, grundlagt i 1893 af en kreds af forældre og har i dag 500 elever. I begyndelsen havde skolen kun én lærer og én lærerinde; sadelmager H.C. Lund var skolens formand.
I 1900 kom den læreruddannede vestjyde Niels Martin Haahr (1871-1942) til skolen og i 1906 købte han skolen som siden 1917 har båret hans navn. Samme år fik skolen ret til at føre elever op til præliminæreksamen (almindelig forberedelseseksamen), denne eksamen afløstes med skolelovsændringen i 1958 af realeksamen og siden 1967 har skolen afholdt de statskontrollerede afgangsprøver efter 9. og 10. klasse.
I 1937 måtte Niels Martin Haahr trække sig tilbage på grund af sygdom.
Skolens ledelse gennem tiden
- 1893-1906 I samarbejde med skolens bestyrelse fungerede lærer Andersen som leder.
- 1906-1937 Skolebestyrer N. M. Haahr.
- 1937-1963 Skolebestyrer Johs. Lindequist Nielsen.
- 1963-1966 Skolebestyrer Hans Barklin.
- 1966-1989 Skolebestyrer Peter Johnsen. (fra 1969 tillige: Viceinspektør Finn Bruselius)
- 1989-1999 Skolebestyrer Finn Bruselius. Viceinspektør Susanne Qvist. (fra 1998 tillige: Afdelingsleder for SFO: Anette Risager).
- 1999-2000 Jan Find Petersen afløser Susanne Quist som viceinspektør i juni 1999. Konstitueres som leder i perioden oktober 1999 til april 2000.
- 2000 Skoleleder Mogens Klitgaard. Viceinspektør Jan Find Petersen.
- 2007 Nathalie Böttcher afløser Anette Risager som SFO-afdelingsleder.
- 2012 Brian Østergaard afløser Jan Find Petersen som viceinspektør i august 2012.
- 2013 Søren Hansen afløser Mogens Klitgaard som skoleleder i januar 2013.

|  | Denne artikel om lokaliteten Haahrs Skole kan blive bedre, hvis der indsættes et (bedre) billede. Du kan hjælpe ved at afsøge Wikimedia Commons for et passende billede eller lægge et op på Wikimedia Commons med en af de tilladte licenser og indsætte det i artiklen. |

55°03′45″N 10°36′17″Ø / 55.0626°N 10.6046°Ø